# Mogosbirlesty
Mogosbirlesty (románul: Bârlești) falu Romániában, Erdélyben, Fehér megyében.

## Fekvése
Abrudbányától keletre, Mogos közelében fekvő település.

## Története
Mogosbirlesty, Birlesty (Bârleşti) nevét 1909, 1919 között említették először Mogos-Birlesty néven, mint Mogos falu tartozékát. Különvált tőle Negreşti, Poienile-Mogoş, Valea Mlacii és Căşeşti; utóbbi később visszakerült.
1941-ben 411, 1956-ban 235 lakosa volt. 1966-ban 176, 1977-ben 184, 1992-ben 149, 2002-ben 130 román lakosa volt.

## Nevezetességek
- Görögkeleti ortodox fatemploma 1844-ben épült, belső festése 1846-ból való.

## Galéria

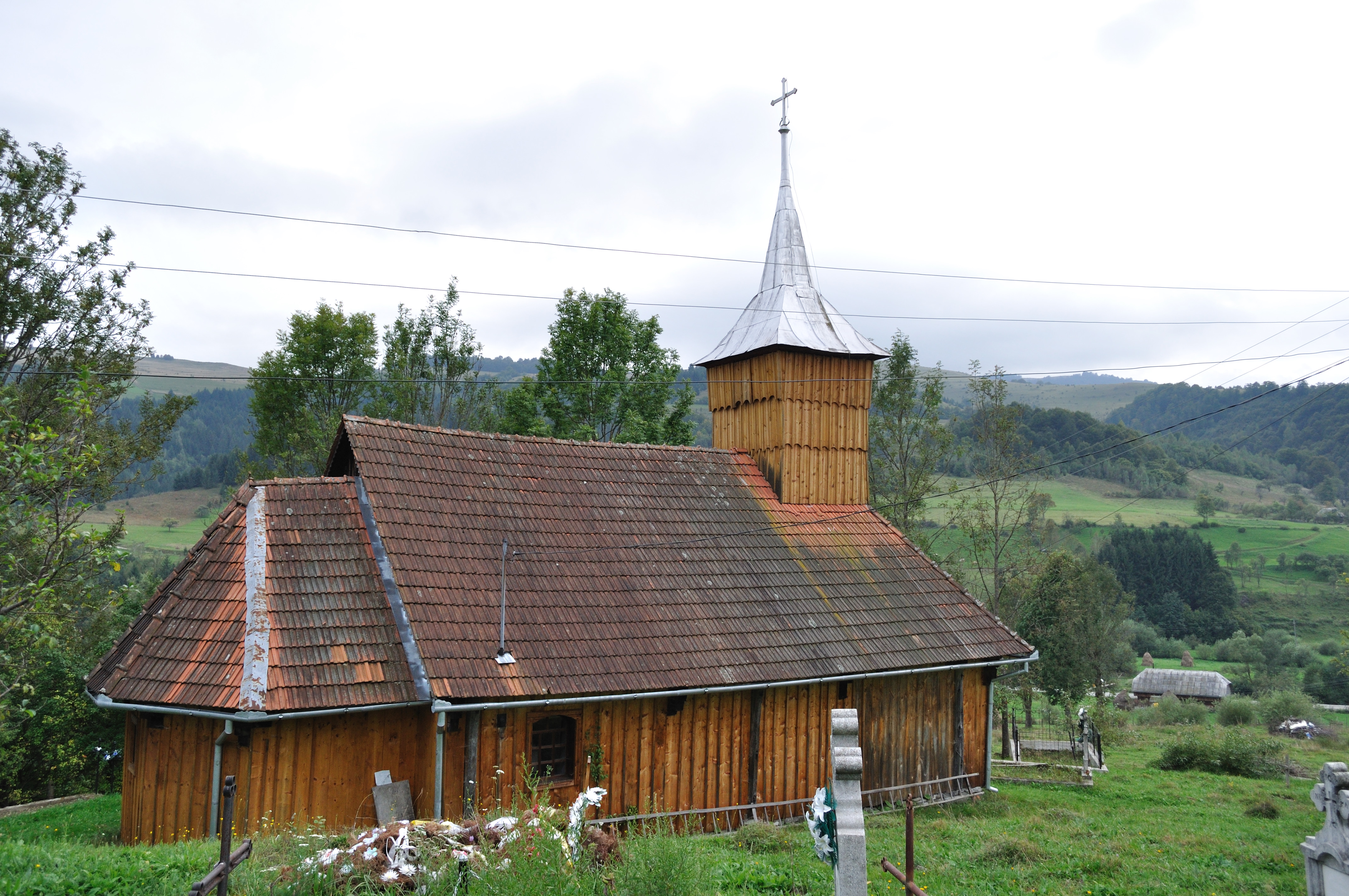
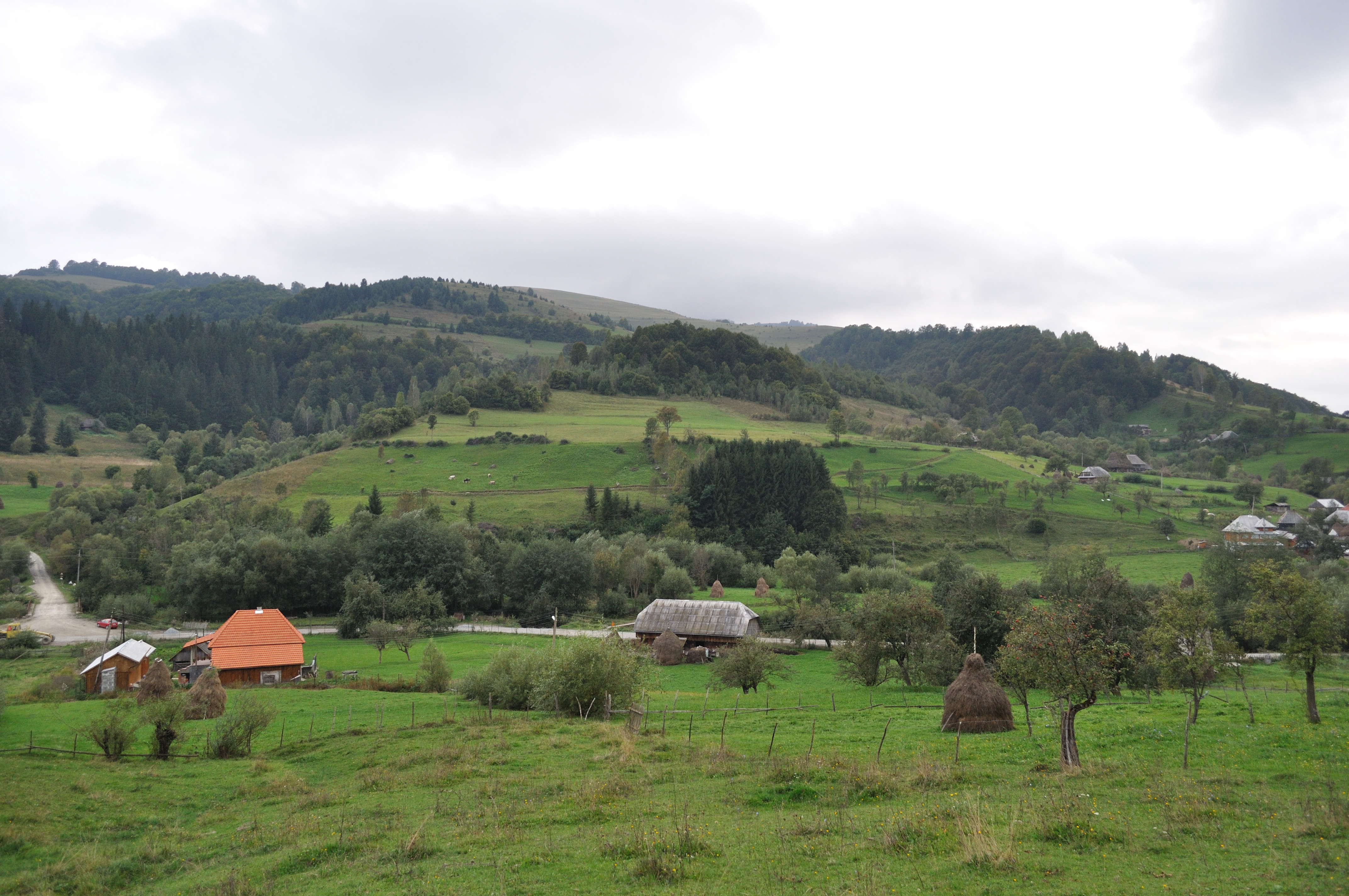
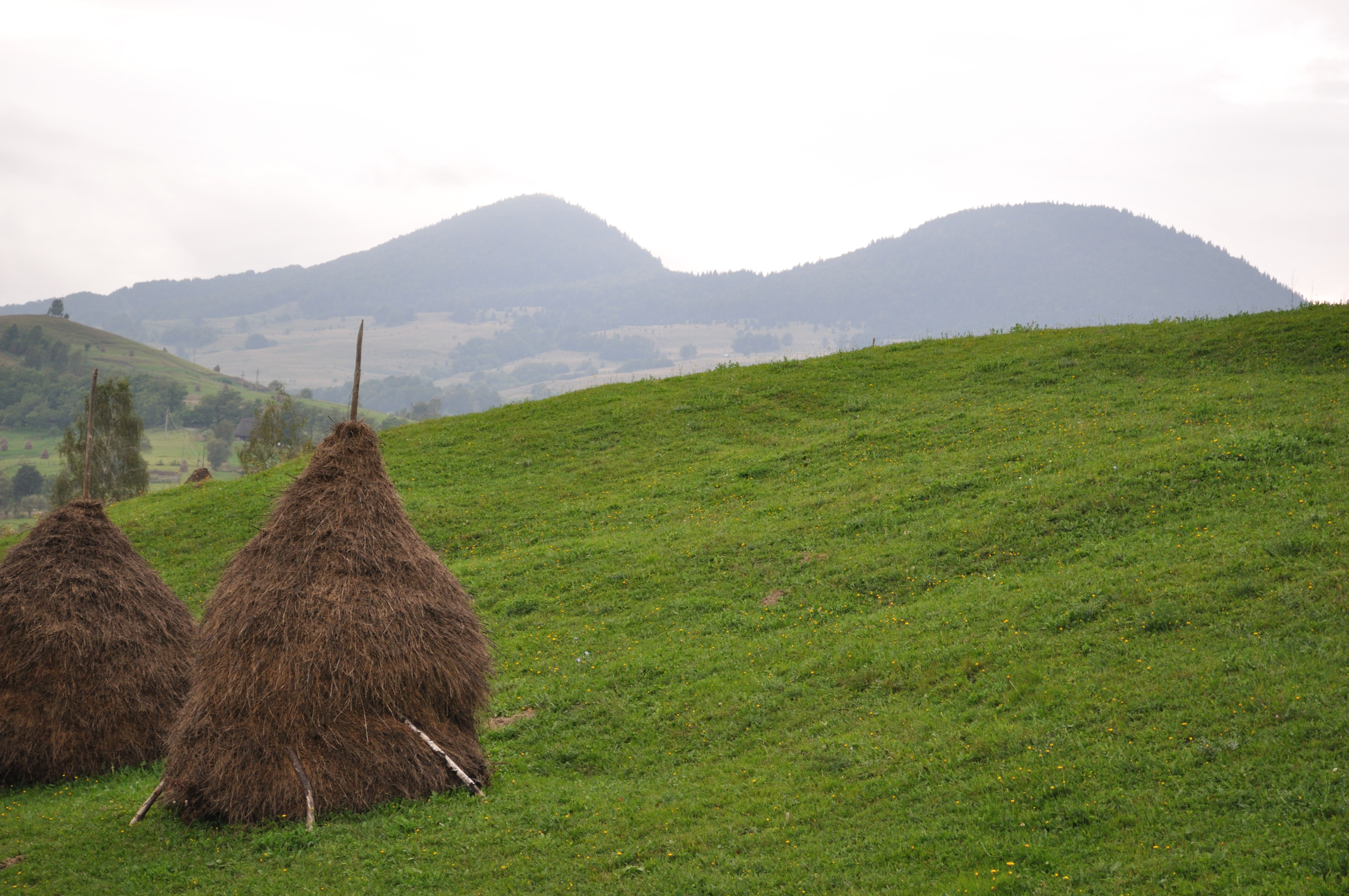
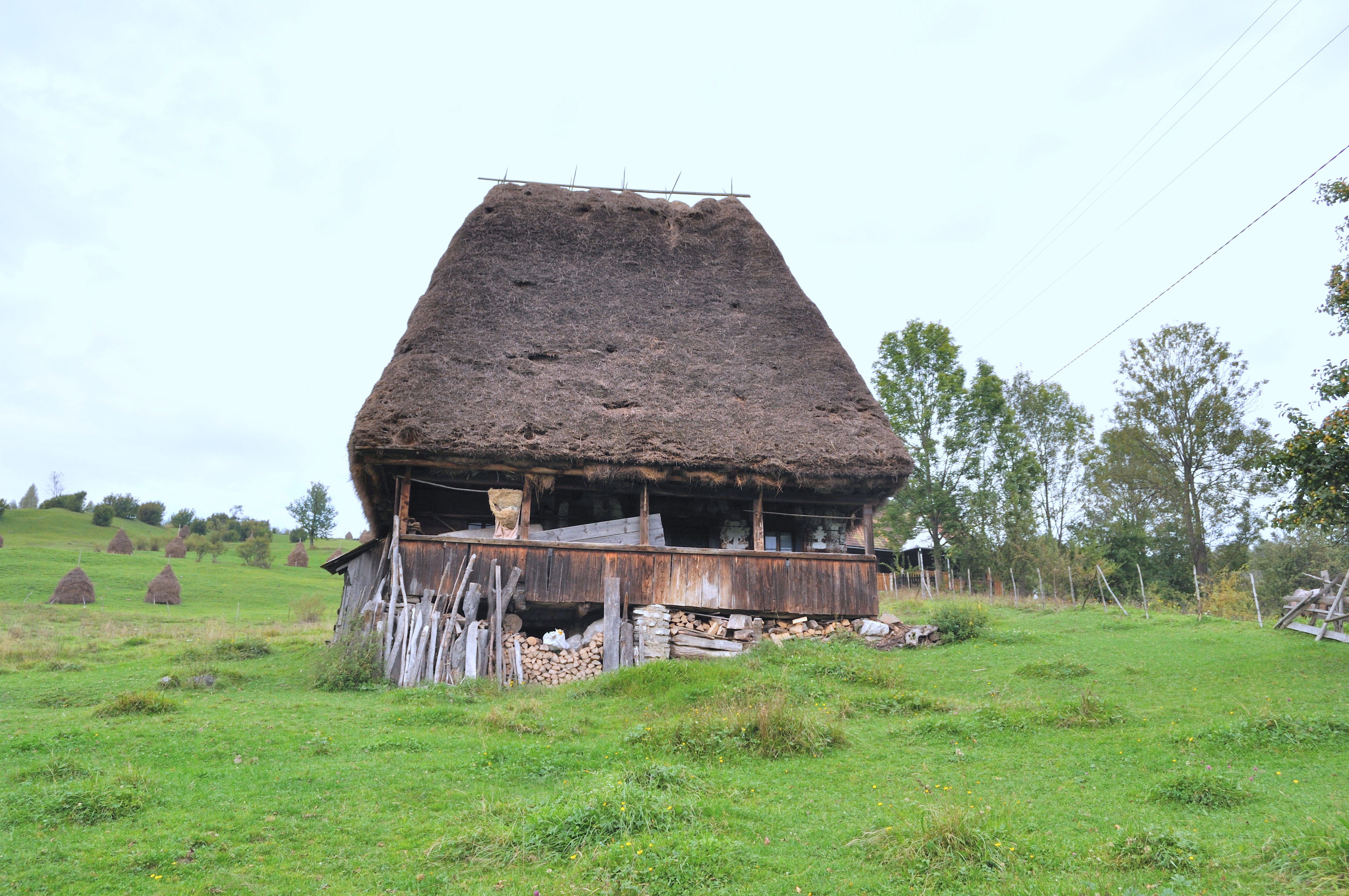